# Linha Macartney–MacDonald

O mapa mostra a linha Macartney – MacDonald tracejada em verde.

A Linha Macartney-MacDonald é um limite proposto na área disputada de Aksai Chin. Foi proposto pelo governo indiano britânico à China em 1899 por meio de seu enviado à China, Sir Claude MacDonald. O governo chinês nunca deu qualquer resposta à proposta. O governo indiano acredita que, posteriormente, a Índia britânica reverteu para sua fronteira tradicional, a Linha Johnson–Ardagh. Acadêmicos independentes não confirmaram a reivindicação.

## História
William Johnson, um funcionário público do Survey of India propôs a "Linha Johnson" em 1865, que colocou Aksai Chin na Caxemira. Isso foi aceito pela China até 1893, quando Hung Ta-chen, um alto funcionário chinês em São Petersburgo, deu mapas da região a George Macartney, o cônsul britânico em Kashgar, que coincidiu com ele na amplitude dos detalhes.
No entanto, em 1896, a China mostrou interesse em Aksai Chin, supostamente por instigação russa. Como parte do Grande Jogo entre a Grã-Bretanha e a Rússia, os britânicos decidiram por uma fronteira revisada, cedendo território fronteiriço pouco povoado a ser "preenchido" pela China. Foi inicialmente sugerido por Macartney em Kashgar e desenvolvido pelo Governador-Geral da Índia, Lord Elgin. A nova fronteira colocou as planícies Lingzi Tang, que estão ao sul da cordilheira Laktsang, na Índia, e Aksai Chin propriamente dita, que fica ao norte da cordilheira Laktsang, na China. Os britânicos apresentaram esta linha, atualmente chamada de linha Macartney – MacDonald, aos chineses em uma nota de Sir Claude MacDonald, o enviado britânico em Pequim. O governo Qing não respondeu à nota. Os estudiosos Fisher, Rose e Huttenback comentam:
Este acordo de fronteira proposto teria acarretado grandes concessões territoriais pelos britânicos, uma vez que o Governo da Índia demonstrou tanto em mapas quanto por meio do exercício de autoridade no Aksai Chin que considerava a cordilheira Kunlun a fronteira de facto entre Sinkiang e Caxemira . Na verdade, a maior parte do território atualmente em disputa entre Nova Délhi e Pequim teria sido concedido à China sob este acordo. Os comunistas chineses devem, aliás, considerar irritante que a Corte Ch'ing nem mesmo tenha respondido formalmente à oferta britânica, rejeitando-a por omissão. 
A Linha Macartney-MacDonald é uma base parcial do acordo sino-paquistanês. Foi sugerido que uma solução para a disputa de fronteira sino-indiana também poderia ser baseada na Linha Macartney-MacDonald.